# Katastrofa lotu Air France 1611
Katastrofa lotu Air France 1611 – katastrofa samolotu Sud Aviation SE-210 Caravelle III na Morzu Śródziemnym w okolicach miasta Cannes we Francji, do której doszło 11 września 1968 roku. W jej wyniku śmierć poniosło 95 osób (89 pasażerów oraz 6 członków załogi) – wszyscy na pokładzie.

## Przebieg lotu
Sud Aviation SE-210 Caravelle III (nr rej. F-BOHB) odbywał lot z Ajaccio do Nicei. O godzinie 10:31 załoga samolotu zgłosiła pożar na pokładzie. Samolot spadł do morza o godzinie 10:34.

## Przyczyny
Jako oficjalną przyczynę katastrofy uznano pożar samolotu o nieznanym pochodzeniu.
W maju 2011 roku były francuski żołnierz Michel Laty stwierdził w reportażu, przygotowanym przez telewizję TF1, że samolot został omyłkowo trafiony przez rakietę wojskową. Rakieta miała poważnie uszkodzić samolot i wywołać pożar na jego pokładzie, w wyniku czego maszyna runęła do morza. Laty miał sporządzić tajny raport na temat wypadku. W marcu 2012 roku podjęto decyzję o wznowieniu śledztwa w celu ponownego ustalenia przyczyn katastrofy.